# وينفريد لينيهان
وينفريد لينيهان (بالإنجليزية: Winifred Lenihan)‏ هي ممثلة أمريكية، ولدت في 6 ديسمبر 1898 في بروكلين في الولايات المتحدة، وتوفيت في 27 يوليو 1964 في سي كليف في الولايات المتحدة.

## وصلات خارجية
- وينفريد لينيهان على موقع IMDb (الإنجليزية)
- وينفريد لينيهان على موقع قاعدة بيانات برودواي على الإنترنت (الإنجليزية)
- وينفريد لينيهان على موقع قاعدة بيانات الفيلم (الإنجليزية)